# Alfonso Cortés Contreras
Alfonso Cortés Contreras (n. La Luz, Michoacán, México, 16 de julio de 1947) es el Undécimo Obispo y Segundo Arzobispo de León (México).

## Biografía
Nació en La Luz, Mich., el 16 de julio de 1947, hijo del Sr. José Guadalupe Cortés y de la Sra. Esperanza Contreras. Recibió el Sacramento del Bautismo en la Parroquia de Nuestra Señora de Guadalupe, La Luz, Mich., Diócesis de Zamora, el 20 de julio de 1947.

## Estudios
Cursó sus estudios eclesiásticos en el Seminario de Monterrey; posteriormente obtuvo la Licenciatura en Teología, en la Pontificia Universidad Gregoriana de Roma.

## Ministerio
Recibió la Ordenación Sacerdotal en la Basílica del Roble, Arquidiócesis de Monterrey, el 26 de octubre de 1972, desempeñando su servicio en diversos ministerios parroquiales y en la formación sacerdotal hasta 1999, año en que ocupó el cargo de Rector del Pontificio Colegio Mexicano en Roma por un periodo de seis años.
El 24 de junio de 2005 fue elegido Obispo Titular de Acquae Regiae y Auxiliar de Monterrey, siendo consagrado el 24 de agosto de 2005.
El 10 de julio de 2009, fue nombrado Obispo de la Diócesis de Cuernavaca, y tomó posesión el día 18 de agosto del mismo año.
El 22 de diciembre de 2012 Su Santidad Benedicto XVI lo ha nombrado Arzobispo de León.
El 20 de marzo de 2013 tomó posesión de la Arquidiócesis.
El 27 de abril de 2019 fue confirmado como miembro del Pontificio Consejo de la Cultura ad aliud quinquennium.
El 22 de noviembre de 2022 fue nombrado miembro del Dicasterio para la Cultura y la Educación usque ad octogesimum annum aetatis.
El Papa Francisco aceptó su renuncia al arzobispado de León el 4 de julio de 2024
| Predecesor: José Lizares Estrada         | Obispo Auxiliar de Monterrey 2005 - 2009 | Sucesor: Jorge Alberto Cavazos Arizpe |
| Predecesor: Florencio Olvera Ochoa       | Obispo de Cuernavaca 2009 - 2012         | Sucesor: Ramón Castro Castro          |
| Predecesor: José Guadalupe Martín Rabago | Arzobispo de León 2013 -2024             | Sucesor: Jaime Calderón Calderón      |